# Јосип Ружичка
Јосип Ружичка (Откопи, код Дарувара, 10. август 1919 — Ораховица, 7. фебруар 1945), учесник Народноослободилачке борбе и народни херој Југославије.

## Биографија
Рођен је 10. августа 1919. године у Откопима, код Дарувара. После завршене основне школе у Кончаници, Јосип Ружичка се запослио као сезонски најамни радник у Рибњачарству Кончаница. Иако му је тада било само дванаест година, млади Ружичка је већ тих дана увидео да је за решавање основних питања радничке класе неопходна радничка организација, која ће да окупи све раднике у борби за њихова права.
Радничка организација створена је 1929, а озбиљније је почела да делује 1936. године. Те године радници су, петодневним штрајковима, успели да изборе од послодаваца скраћење радног времена са 12 на 10 сати и повећање наднице за 50 пара. Ружичкин задатак током штрајка је био да спречава нову радну снагу, коју су послодавци из суседних села хтели да доведу на посао.
Октобра 1941. године, Ружичка је позван у домобранску војску. Првобитно је био у Славонској Пожеги, а затим је добио прекоманду у Загреб, где се повезао са симпатизерима Народноослободилачког покрета. Фебруара 1942. године, отишао је на допуст у родно место Откопе, где је већ био формиран Народноослободилачки одбор. Ружичка, као симпатизер НОП-а, предао је своје оружје, пиштољ и униформу НОО-у, и у цивилном оделу се вратио у Загреб. У Загребу су га усташе ухватили и затворили. Ружичка успева, марта 1942. године, да побегне из затвора, након чега се пребацио на сектор Гарића, где се повезао с партизанима.
Прво је био борац, водник, па командир чете. С групом другова разоружавао је многе домобране и усташе. У јесен 1942. године, прешао је с групом другова на сектор Дарувара, водећи уз пут, борбе против разних непријатељских јединица. Тада је био и рањен, па је извесно време морао да остане у Откопима на лечењу, где је помагао раду НОО-а. Кад је оздравио, вратио се у јединицу. Почетком 1943. године, примљен је у Комунистичку партију Југославије, а мало после тога отишао је на средњи партијски курс, којег је завршио с успехом.
3. маја 1943. године, Ружичка је постао командант новоформираног Чехословачког батаљона, који је био под непосредном командом Треће оперативне зоне. У саставу Седамнаесте славонске бригаде, батаљон је с Јаворника и преко Псуња прешао на Банију. Тада је Ружичка извео успешну акцију против непријатеља код Зеленика. У акцији је рањен, па се опет вратио у Откопе и наставио рад у НОО-у.
После опоравка, отишао је у Штаб Дванаесте дивизије, а фебруара 1944. године постао је командант Чехословачке бригаде „Јан Жишка“, основане 26. октобра 1943. године, у Бучју. У борбама бригаде у Мославини, Славонији, Пожешкој котлини и Посавини био је више пута рањен. Због војног усавршавања, у зиму 1944. године, напустио је јединицу. Завршио је војнополитички курс у Штабу Шестог славонског корпуса. Фебруара 1945. године, поново се враћа у Бригаду „Јан Жишка“ на дужност команданта бригаде. На тој дужности остао је до погибије. Погинуо је као мајор НОВЈ, 7. фебруара 1945. године код Ораховице, у борби против Немаца.
Указом председника Федеративне Народне Републике Југославије Јосипа Броза Тита, 24. јула 1953. године, проглашен је за народног хероја.